# Pertsivka
Horilka lub pertsivka, horilka z pertsem (piercowka) jest rodzajem  wódki ukraińskiej; gorzałka z papryką. Czasami w butelce pertsivki znajduje się suszony owoc, chili lub aromatyczne zioła. Zwykle destylowana ze  zbóż, ziemniaków, i miodu.